# Martina Puglisi
Martina Puglisi (Siracusa, 11 novembre 1985) è un'ex pallamanista italiana.

## Carriera

### Club
Ha iniziato a praticare lo sport della pallamano a Siracusa a soli 8 anni nella storica società dell'EOS Siracusa della presidente Maria Zocco. Con la formazione della sua città ha giocato in tutte le categorie conquistando diversi titoli a livello giovanile.
Nella stagione 1997-1998, titolare nella seconda squadra dell'EOS in Serie B, viene notata dall'allora tecnico della prima squadra Riccardo Trillini, che in futuro diverrà tecnico della nazionale di pallamano maschile dell'Italia, il quale la aggrega appena dodicenne in prima squadra a maturare esperienza.
Inserita in pianta stabile fin da giovanissima nell'Under 18, nella stagione 1998-1999 passa in prestito alla Polisportiva Gioventù Pentapoli in Serie A2, collezionando diverse presenze in campionato. La stagione successiva torna all'EOS in Serie A1 nell'anno in cui le aretusee si laureano campionesse d'Italia.
Nel biennio 2000-2001 e 2001-2002 con le aretusee fa il suo esordio nella competizione europea dell'EHF Challenge Cup. 
Nel biennio 2002-2004 diventa portiere titolare delle aretusee, prendendo il posto di Verena Wolf, (ex capitano della nazionale italiana).
Lascia l'EOS Siracusa nel 2004 per indossare la maglia del Regalbuto, formazione ennese di serie A2, ottenendo subito, nella stagione 2004-2005, la promozione in Serie A1. L'anno successivo viene confermata, disputando il campionato di massima serie.

### Nazionale
Vanta diverse convocazioni e presenze sia nell'Under 18 che nell'Under 21. Nel 2003 ha collezionato anche alcune convocazioni nella Nazionale Italiana maggiore.

## Palmarès
EOS Siracusa: 1996-1997
- Campionato italiano di pallamano femminile: 1

EOS Siracusa: 1999-2000
- Serie A2 : 1

Regalbuto: 2004-2005